# 利欽齊
49°34′0″N 29°10′6″E / 49.56667°N 29.16833°E
利欽齊（烏克蘭語：Ліщинці），是烏克蘭的村落，位於該國西南部文尼察州，由文尼察區負責管轄，面積0.21平方公里，海拔高度226米，2001年人口431，人口密度每平方公里2,023.47人。